# Rubel
Rubel ([ˈruːbəl]?; russisk: рубль; RUB) er en nuværende og tidligere valuta for lande i Østeuropa og er tæt forbundet med den russiske økonomi. For tiden er den officiel valuta for Rusland, Hviderusland samt de omtvistede områder Abkhasien, Sydossetien og Transnistrien. Tidligere var rublen valuta for adskillige andre lande, især lande under indflydelse af Rusland og Sovjetunionen. De var navngivet rubler selvom der var tale om uafhængige valutaer. Én rubel svarer til 100 kopeker 
(russisk: копе́йка).

## Liste over rubler

### Nuværende
- Hviderussiske rubler
- Russiske rubler
- Transnistriske rubler

| Artikelstump | Spire Denne artikel om penge eller valuta er en spire som bør udbygges. Du er velkommen til at hjælpe Wikipedia ved at udvide den. |